# Siro carpathicus
Siro carpathicus – gatunek kosarza z podrzędu Cyphophthalmi i rodziny Sironidae. Wpisany do Polskiej Czerwonej Księgi Zwierząt, gdzie posiada status zagrożenia: "bardzo wysokiego ryzyka" (EN), a od października 2014 roku objęty w Polsce, jako jedyny kosarz, ścisłą ochroną gatunkową.

## Opis
Drobny, roztoczopodobny, rdzawobrązowy kosarz o krótkich, tęgich, granulowanych odnóżach. Samce osiągają do 1,53 mm długości ciała.

## Biologia
Brak danych na ten temat. Prawdopodobnie gatunek drapieżny.

## Biotop
Gatunek zamieszkuje górskie i podgórskie lasy, gdzie żyje w ziemi i ściółce. Spotykany pod głęboko tkwiącymi w ziemi kamieniami.

## Występowanie
Siro carpathicus jest gatunkiem reliktowym o najbardziej na północ wysuniętym zasięgu z całego podrzędu. Jego zasięg jest oderwany od pozostałych gatunków z rodzaju Siro. Opisany w Polsce. Wykazany tylko z kilku stanowisk w Bieszczadach, Beskidzie Niskim i Górach Słonnych.